# Gynacantha cylindrata
Gynacantha cylindrata är en trollsländeart som beskrevs av Karsch 1891. Gynacantha cylindrata ingår i släktet Gynacantha och familjen mosaiktrollsländor. IUCN kategoriserar arten globalt som livskraftig. Inga underarter finns listade i Catalogue of Life.